# Travancinha
Travancinha ist eine Ortschaft und Gemeinde in Portugal.

## Geschichte
Funde belegen hier eine Siedlung der Castrokultur und eine darauf folgende Anwesenheit der Römer. Die heutige Ortschaft Travancinha entstand vermutlich im Zuge der Neubesiedlungen mit der Reconquista. In den Erhebungen unter König D. Sancho I. (1154–1211) wird der Ort bereits erwähnt. Daneben existierte eine Ortschaft namens Casal, die 1182 eigene Stadtrechte erhielt. 
Eine eigene Gemeinde wurde Travancinha erst nach dem 14. Jahrhundert. König D. Manuel I. gab dem Ort 1514 als Casal e Travancinha Stadtrechte und machte es 1527 zum Sitz eines eigenen Kreises. Im Zuge der Verwaltungsreformen nach der Liberalen Revolution 1822 und dem 1834 folgenden Miguelistenkrieg wurde der Kreis 1841 aufgelöst und erst Ervedal, dann Oliveira do Hospital, und 1855 schließlich Seia angegliedert.

## Verwaltung
Travancinha ist eine Gemeinde (Freguesia) im Kreis (Concelho) von Seia, im Distrikt Guarda. In ihr leben 387 Einwohner (Stand 19. April 2021).